# Pałac w Chobienicach
Pałac w Chobienicach – pałac z XIX w. we wsi Chobienice w powiecie wolsztyńskim, wpisany do rejestru zabytków nieruchomych województwa wielkopolskiego.
Pałac wybudowany w XIX w. Od frontu portyk z czterema  kolumnami jońskimi podtrzymujący fryz z sentencją Nie sobie lecz potomnym oraz fronton z herbem Nowina rodziny Mielżyńskich.
Obiekt jest częścią zespołu pałacowego z początku XIX w., w skład którego wchodzą jeszcze:
- oficyna
- park[1].

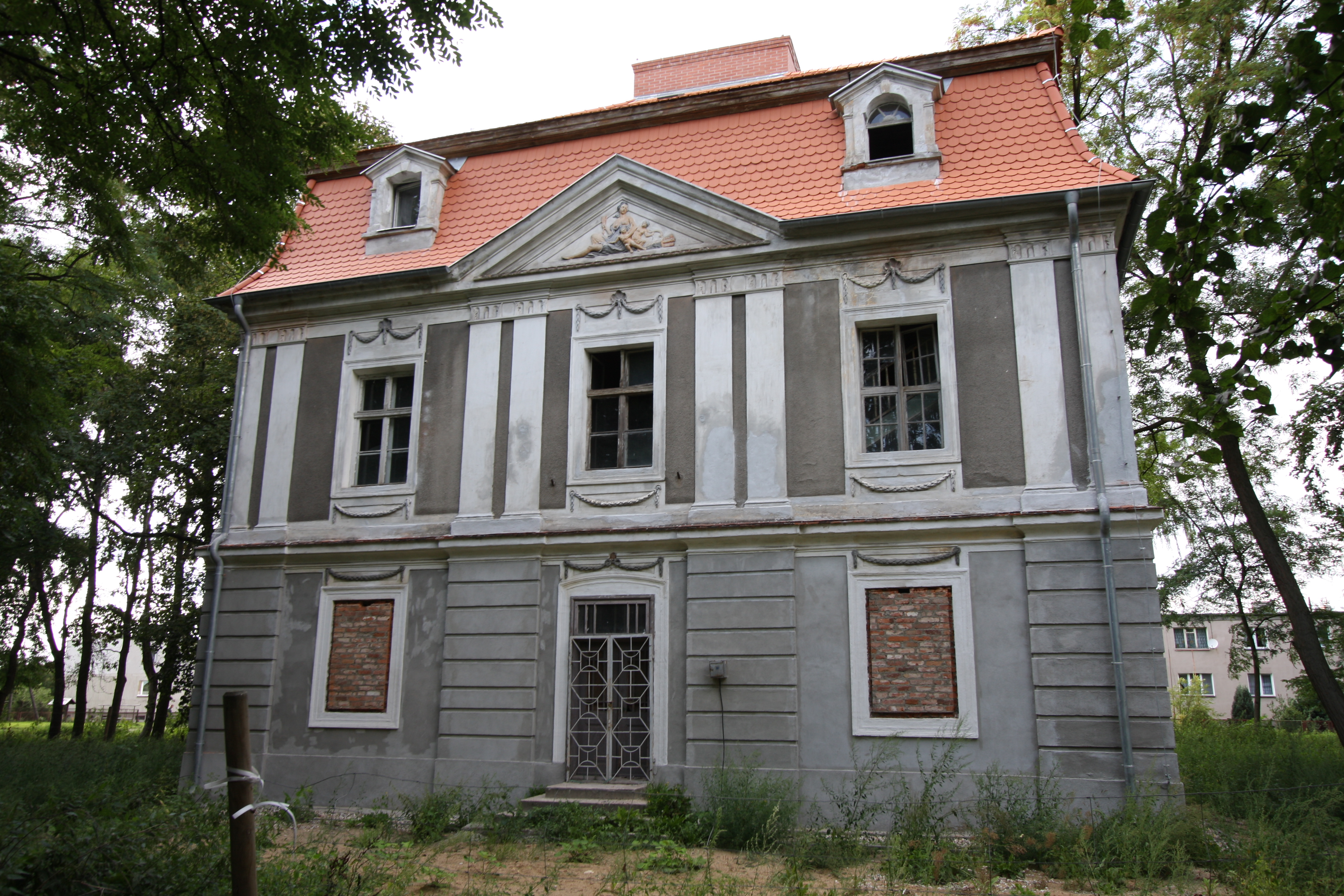
Oficyna pałacowa z początku XIX w.
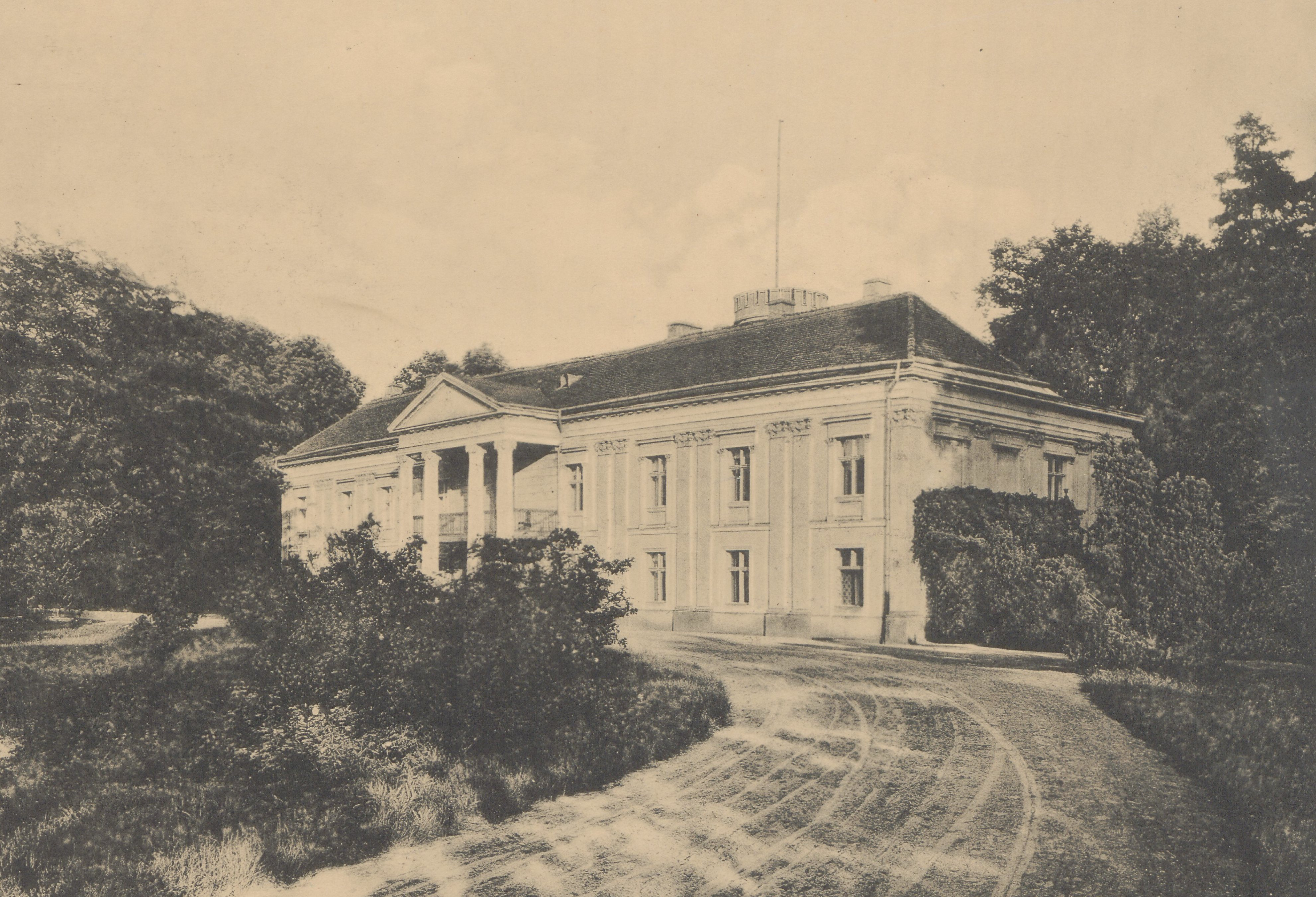
Pałac przed 1912
Herb Nowina Mielżyńskich